# Jプロツアー
Jプロツアーは、2006年より開始した全日本実業団自転車競技連盟が主催する自転車ロードレースのランキング制度である。

## 概要
ヨーロッパのUCIプロツアーをモデルとして、ロードレース競技底辺拡大の為、国内のアマサイクリストや子供達にサイクルロードレースという競技を見せることにより多くのファンを増やし、他のプロスポーツに匹敵する競技としてその一般認知度を引き上げるべく創設された。
かつての略称は「Jサイクルツアー」。全日本実業団自転車競技連盟が任意団体から社団法人化したことにより、2011年から「Jプロツアー」として新シリーズが発足した。
Jプロツアーに参加するチームは自チームから個人総合（ポイント）1位の選手を出す事を目標にシーズンを戦う。
またJプロツアーの個人総合1位の選手は「Jプロツアーリーダー」と呼ばれ、赤い「ルビーレッドジャージ」が贈られる。
結果によって個人総合の順位が入れ替わるため、リーダー争いは熾烈を極める。
その他、23歳以下（U-23）の選手の中でランキング1位の選手には白い「ピュアホワイトジャージ」が贈られる
なおJプロツアーでは地域のクラブチームからUCI登録のコンチネンタルチームまで様々な形態のチームが参加しているが、欧州でも活躍したプロレーサーやオリンピック選手なども参加しているので、スプリントやヒルクライムなど各レース熾烈なバトルが繰り広げられている。
年々Jプロツアーのレベルは上がっているが、各レースの勝者やJプロツアーリーダーはUCIコンチネンタルチーム所属の選手が多い。
2021年より発足される新リーグへ移行するため、2020年シーズンを最後に終了する予定だったが、新型コロナウイルス感染拡大の影響により大会中止が相次いだため、2020年9月に新リーグ構想は一旦凍結の上で2021年シーズンも当ツアーが開催されることが発表された。その後、新リーグは「ジャパンサイクルリーグ」の名称で予定通り開幕することになったが、Jプロツアーも2021年は継続されることになった

### セレクションレース制度
2021年5月22日、6月12日の「群馬CSCロード6月大会」より「セレクションレース制度」導入を発表。
Jプロツアーは個人での出場は原則認められていないが、新型コロナウイルス感染拡大により出場機会を失ったJBCF非加盟選手に実戦の場を提供する救済措置的な意味合いを持つ。
参加資格はJCFまたはUCIの競技者ライセンスを保持し、2021年JBCF非加盟かつ、2021年プロツアーライダーステイタスを満たす選手とする。ただし最大3レースまで。JBCF非加盟選手は年間ランキング対象外のオープン参加扱いとなるが、2022年のJPTライダーステイタスを取得する機会を得られる。

## 2025年度カレンダー
- 4月20日：第59回西日本ロードクラシック/第6回播磨中央公園ロードレース Day2（兵庫県加東市播磨中央公園）
- 4月27日：第59回東日本ロードクラシックDay2（群馬県利根郡群馬サイクルスポーツセンター）
- 5月17日：第3回おんたけタイムトライアル（長野県木曽郡王滝村）
- 5月18日：第3回おんたけヒルクライム（長野県木曽郡王滝村）
- 6月8日：第22回石川ロードレース（福島県石川郡石川町）
- 7月5日：2025広島三原ロードレース（広島県三原市中央森林公園）
- 9月7日：第2回新城ロードレース（愛知県新城市）
- 9月5日：第10回南魚沼ロードレース（新潟県南魚沼市）
- 9月27日：第1回大町市ロードレースDay1（長野県大町市）
- 10月25日：群馬CSCロード10月大会Day1（群馬県利根郡群馬サイクルスポーツセンター）
- 10月26日：群馬CSCロード10月大会Day2（群馬県利根郡群馬サイクルスポーツセンター）

## 2025年の参戦チーム
| チーム名                           | 運営法人所在地         |
| ---------------------------------- | ---------------------- |
| シマノレーシング                   | 大阪府堺市             |
| 群馬グリフィン・レーシングチーム   | 群馬県前橋市           |
| チーム ブリヂストンサイクリング    | 静岡県三島市           |
| マトリックス・パワータグ           | 大阪府高石市           |
| VICTOIRE広島                       |                        |
| 宇都宮ブリッツェン                 | 栃木県宇都宮市         |
| 愛三工業レーシングチーム           | 愛知県大府市           |
| キナンレーシングチーム             | 和歌山県東牟婁郡       |
| TeamCyclersSNEL                    |                        |
| サイクルクラブ鹿屋                 | 鹿児島県鹿屋市         |
| 弱虫ペダルサイクリングチーム       | 茨城県つくば市         |
| スパークルおおいたレーシングチーム |                        |
| Avenir Yamanashi Yamanakako        | 山梨県南都留郡山中湖村 |
| レバンテフジ静岡                   |                        |
| Velolien松山                       |                        |
| チームユーラシア - iRCタイヤ       |                        |
| 備後しまなみ eNShare               | 広島県福山市           |
| LEOMO Bellmare Racing Team         | 神奈川県平塚市         |
| イナーメ信濃山形                   | 長野県東筑摩郡山形村   |
| 京都産業大学                       |                        |
| 稲城FIETSクラスアクト              | 東京都稲城市           |

## 過去の参戦チーム
- ウォークライド・バイク（-2018）
- アクアタマユーロワークス（-2018）
- インタープロ サイクリング アカデミー（-2017）
- ウォークライド・シクロアカデミア（-2016）
- chamipnsystem（-2015）
- ロジャースレーシングチーム（-2015）
- 東京ヴェントス（-2019）
- Honda 栃木（-2019）
- シエルヴォ奈良MIYATA-MERIDAレーシングチーム（-2019）
- なるしまフレンド レーシングチーム（-2020）
- EQADS
- Bryton Racing Team
- 那須ブラーゼン
- さいたまディレーブ
- Team UKYO
- VC FUKUOKA

## 歴代Jプロツアーリーダー
以下に歴代のJプロツアーリーダーの一覧を示す。
| 年     | 年間ランキング1位                                | 所属チーム                     |
| ------ | ------------------------------------------------ | ------------------------------ |
| 2006年 | 鈴木真理                                         | ミヤタスバル                   |
| 2007年 | 鈴木真理                                         | チームミヤタ                   |
| 2008年 | 狩野智也                                         | スキル・シマノ                 |
| 2009年 | 鈴木真理                                         | シマノレーシング               |
| 2010年 | 畑中勇介                                         | シマノレーシング               |
| 2011年 | 畑中勇介                                         | シマノレーシング               |
| 2012年 | 増田成幸                                         | 宇都宮ブリッツェン             |
| 2013年 | ホセ・ビセンテ・トリビオ                         | TeamUKYO                       |
| 2014年 | ホセ・ビセンテ・トリビオ                         | TeamUKYO                       |
| 2015年 | 畑中勇介                                         | TeamUKYO                       |
| 2016年 | ホセ・ビセンテ・トリビオ                         | マトリックス・パワータグ       |
| 2017年 | ホセ・ビセンテ・トリビオ                         | マトリックス・パワータグ       |
| 2018年 | 窪木一茂                                         | チームブリヂストンサイクリング |
| 2019年 | オールイス・アルベルト                           | マトリックス・パワータグ       |
| 2020年 | レオネル・アレクサンダー・キンテロ・アートアーガ | マトリックス・パワータグ       |
| 2021年 |                                                  |                                |
| 2022年 |                                                  |                                |
| 2023年 |                                                  |                                |
| 2024年 |                                                  |                                |
| 2025年 |                                                  |                                |

## 歴代Jプロツアー団体総合
以下に歴代のJプロツアー団総合優勝チームの一覧を示す。
| 年     | 年間ランキング1位        |
| ------ | ------------------------ |
| 2006年 | シマノレーシング         |
| 2007年 | チームミヤタ             |
| 2008年 | スキル・シマノ           |
| 2009年 | シマノレーシング         |
| 2010年 | シマノレーシング         |
| 2011年 | シマノレーシング         |
| 2012年 | 宇都宮ブリッツェン       |
| 2013年 | TeamUKYO                 |
| 2014年 | 宇都宮ブリッツェン       |
| 2015年 | TeamUKYO                 |
| 2016年 | TeamUKYO                 |
| 2017年 | マトリックスパワータグ   |
| 2018年 | 宇都宮ブリッツェン       |
| 2019年 | マトリックス・パワータグ |
| 2020年 | マトリックス・パワータグ |
| 2021年 |                          |
| 2022年 |                          |
| 2023年 |                          |
| 2024年 |                          |
| 2025年 |                          |